# USNS
USNS (на английски: United States Naval Ship) е приет във ВМС на САЩ префикс в обозначаването на съдовете, които не влизат в активния състав на флота, не носят военноморския флаг и са окомплектовани с цивилен персонал.
Обозначенията на корабите и съдовете във ВМС на САЩ се състоят от:
- префикс (USNS);
- име (ако има такова);
- бордов номер.

Бордовия номер на съдовете на Командването на морските превози (КМП) започва с Т-.
Например, универсалният снабдителен транспортен кораб USNS Arctic (T-AOE-8), е придаден на КМП, за разлика от универсалния снабдителен транспортен кораб USS Arctic (AOE-8), който влиза в състава на флота и е окомплектован с военнослужещи от ВМС на САЩ.
Съдовете, които имат префикса USNS, обикновено се явяват спомагателни съдове, принадлежащи на ВМС на САЩ и се намират под управлението на Командването за морски превози. Екипажът на тези съдове обикновено се състои от цивилни служители на ВМС на САЩ (на английски: civil service)
Същият префикс получават и съдовете, наети от КМП по договор, които се управляват от частни фирми и са окомплектовани с цивилен екипаж.